# Macrothemis belliata
Macrothemis belliata is een libellensoort uit de familie van de korenbouten (Libellulidae), onderorde echte libellen (Anisoptera).
De wetenschappelijke naam Macrothemis belliata is voor het eerst geldig gepubliceerd in 1987 door Belle.